# Sérvio Cornélio Lêntulo Maluginense
Sérvio Cornélio Lêntulo Maluginense (em latim: Servius Cornelius Lentulus Maluginensis; m. 23) foi um senador romano da gente Cornélia nomeado cônsul sufecto em 10 com Quinto Júnio Bleso. Conhecido por ter sido o primeiro flâmine dial indicado no período imperial depois de um longo tempo de vacância no cargo.

## História
Depois de um longo tempo vago (entre 87 e 15 a.C. ou entre 82 e 10 a.C., dependendo da fonte), Maluginense foi nomeado flâmine dial pelo imperador Augusto. Segundo Tácito, ele queria ser procônsul da Ásia em 22, mas suas obrigações religiosas aparentemente o impediam de sair de Roma. O assunto foi levado ao imperador Tibério, que decidiu que o flâmine dial não podia sair de Roma e obrigou Maluginense a desistir da candidatura.
A data exata da nomeação é disputada. Dião Cássio afirma que foi por volta de 11 a.C. e muitos autores modernos aceitam esta data sem questionamentos. Porém, Tácito indica que a data teria sido 72 anos depois do suicídio do último flâmine dial, Lúcio Cornélio Mérula, em 87 a.C.. Alguns tradutores modernos (incluindo Rex Warner, mas não Wood) alteram o texto de Tácito para que se conforme ao relato de Dião Cássio e não o contrário, mesmo sendo o primeiro geralmente considerado mais confiável que o segundo. Gaius Stern afirma que Tácito está provavelmente correto, o que significa que Maluginense se tornou flâmine dial entre 16 e 15, durante o longo mandato de Lépido como pontífice máximo, o que o obrigaria a supervisionar Maluginense.
Maluginense morreu logo depois, em 23, e seu filho, de mesmo nome, foi selecionado para assumir sua função.